# SMARA
SMARA는 다중 목성 탐사선으로, 2030년대에 발사되어 1kg 미만의 여러 대의 탐사선이 목성의 대기에 돌입해 데이터를 보내는 목성 탐사선이다. 목적은 거대 가스 행성의 대기의 구성을 탐사하는 것이며, 각 탐사선 당 20MB의 데이터를 보내는 것을 목표로 하고 있다.

## 개념
이 우주선의 개념은 파이어니어 금성 다중탐사정과 갈릴레오 탐사정의 개념을 응용했다.

## 지원, 개발, 투자
- NASA
- JPL
- GSFC
- MSFC
- 말린 우주 센터
- 칼텍
- 예일 대학교[5]
- 하버드 대학교
- 프린스턴 대학교
- SwRI
- ULA